# Lijst van schilderijen van Ambrogio Lorenzetti
Deze lijst geeft een overzicht van de schilderijen en fresco's van de 14e-eeuwse kunstschilder Ambrogio Lorenzetti uit Siena.
| Afbeelding | Titel | Datering bij benadering | Techniek                  | Collectie                                                                      | Opm.                                                                             |
| ---------- | --- | ----------------------- | ------------------------- | ------------------------------------------------------------------------------ | -------------------------------------------------------------------------------- |
|            | Maria met Kind | 1319 (gedateerd)        | tempera en goud op paneel | San Casciano in Val di Pesa, Museo Giuliano Ghelli                             | Afkomstig uit de kerk Sant'Angelo a Vico l'Abate bij San Casciano in Val di Pesa |
|            | Maria met Kind | 1320-1330               | tempera en goud op paneel | Milaan, Pinacoteca di Brera                                                    |                                                                                  |
|            | Kruisbeeld van de karmelieters | 1324-1331 (?)           | tempera en goud op paneel | Siena, Pinacoteca Nazionale                                                    | Afkomstig uit het klooster San Niccolò al Carmine in Siena                       |
|            | Retabel van San Procolo | 1332                    | tempera en goud op paneel | Florence, Uffizi                                                               | Afkomstig uit de San Procolo in Florence                                         |
|            | Vier panelen met scènes uit het leven van de heilige Nicolaas van Bari: Het wonder van het uit de dood opgewekte kind                                                            | 1332                    | tempera en goud op paneel | Florence, Uffizi                                                               | Afkomstig uit de San Procolo in Florence                                         |
|            | Vier panelen met scènes uit het leven van de heilige Nicolaas van Bari: De redding van Myra van de hongersnood en het wonder van de vermeerdering van de zakken meel in de haven | 1332                    | tempera en goud op paneel | Florence, Uffizi                                                               | Afkomstig uit de San Procolo in Florence                                         |
|            | Vier panelen met scènes uit het leven van de heilige Nicolaas van Bari: De gift aan de drie geprostitueerde maagden                                                              | 1332                    | tempera en goud op paneel | Florence, Uffizi                                                               | Afkomstig uit de San Procolo in Florence                                         |
|            | Vier panelen met scènes uit het leven van de heilige Nicolaas van Bari: De bisschopswijding van Sint-Nicolaas                                                                    | 1332                    | tempera en goud op paneel | Florence, Uffizi                                                               | Afkomstig uit de San Procolo in Florence                                         |
|            | Retabel met de Madonna, de aartsengel Michaël en de heiligen Bartolomeüs en Benedictus                                                                                           | 1332-1337               | tempera en goud op paneel | Asciano, Museo di Arte Sacra                                                   | Afkomstig uit het klooster San Cristoforo a Rofeno in Asciano                    |
|            | Maria met Kind | 1330-1335               | tempera en goud op paneel | Parijs, Louvre                                                                 |                                                                                  |
|            | Vier panelen van een ontmanteld retabel met de heiligen Benedictus, Catharina van Alexandrië, Maria Magdalena en Franciscus                                                      | 1332-1335               | tempera en goud op paneel | Siena, Museo dell'Opera del Duomo                                              |                                                                                  |
|            | Maestà van Massa Marittima | 1335                    | tempera en goud op paneel | Massa Marittima, Museo di Arte Sacra                                           | Afkomstig uit de kerk San Pietro all'Orto in Massa Marittima                     |
|            | Maestà en andere fresco's | 1334-1336               | fresco                    | Chiusdino, Cappella di San Galgano a Montesiepi (bij de abdij van San Galgano) |                                                                                  |
|            | Maestà van Sant'Agostino | 1337-1338               | fresco                    | Siena, Sant'Agostino                                                           |                                                                                  |
|            | Martelaarschap van de franciscanen en het afscheid van de heilige Lodewijk van Toulouse                                                                                          | 1336-1340               | fresco                    | Siena, Sint-Franciscusbasiliek (linkertransept)                                | Afkomstig uit de kapittelzaal van de Sint-Franciscusbasiliek in Siena            |
|            | Allegorieën van goed en slecht bestuur en hun effecten op de stad en het platteland                                                                                              | 1338-1339               | fresco                    | Siena, Palazzo Pubblico                                                        |                                                                                  |
|            | Boekplat van een biccherna met een penningmeester en een belastingbetaler | 1340                    | tempera en goud op paneel | Siena, Staatsarchief (Archivio di Stato)                                       |                                                                                  |
|            | Retabel van Santa Petronilla - Madonna met Maria Magdalena en andere heiligen en Graflegging                                                                                     | 1340                    | tempera en goud op paneel | Siena, Pinacoteca Nazionale                                                    | Afkomstig uit de kerk van het voormalige Clarissenklooster Santa Petronilla      |
|            | Maria met Kind | 1340                    | tempera en goud op paneel | Siena, Pinacoteca Nazionale                                                    | Afkomstig uit de San Lorenzo in Serre di Rapolano (gemeente Rapolano Terme)      |
|            | Maestà | 1340                    | fresco                    | Siena, Palazzo Pubblico                                                        | Afkomstig van de Loggia van het Palazzo Pubblico in Siena                        |
|            | Retabel van Roccalbegna | 1340                    | tempera en goud op paneel | Roccalbegna, Chiesa dei Santi Pietro e Paolo                                   |                                                                                  |
|            | Maria met Kind | 1340                    | tempera en goud op paneel | Boston, Museum of Fine Arts                                                    | Afkomstig uit het klooster van Sant'Eugenio bij Siena                            |
|            | Kleine Maestà | 1340                    | tempera en goud op paneel | Siena, Pinacoteca Nazionale                                                    | Afkomstig uit het voormalige gasthuis Santa Maria della Scala                    |
|            | Kleine Maestà: zijpaneeltje met De gift van Sint-Nicolaas aan de drie maagden | 1340                    | tempera en goud op paneel | Parijs, Louvre                                                                 |                                                                                  |
|            | Kleine Maestà: zijpaneeltje met Sint-Maarten deelt zijn mantel met een bedelaar                                                                                                  | 1340                    | tempera en goud op paneel | New Haven, Yale University Art Museum                                          |                                                                                  |
|            | Maria met Kind | 1340-1345               | tempera en goud op paneel | Siena, San Pietro alle Scale                                                   |                                                                                  |
|            | Presentatie in de tempel | 1342 (gedateerd)        |                           | Florence, Uffizi                                                               | Vervaardigd voor het altaar van San Crescenzio in de kathedraal van Siena        |
|            | Boekplat van een biccherna met allegorie van Goed Bestuur in Siena | 1344                    | tempera en goud op paneel | Siena, Staatsarchief (Archivio di Stato)                                       |                                                                                  |
|            | Annunciatie | 1344 (gedateerd)        | tempera en goud op paneel | Siena, Pinacoteca Nazionale                                                    | Afkomstig uit de Concistoro van het Palazzo Pubblico in Siena                    |
|            | Allegorie van de verlossing | 1340-1347               | tempera en goud op paneel | Siena, Pinacoteca Nazionale                                                    | Afkomstig uit het gasthuis Monna Agnese in Siena                                 |
|            | Maria met Kind (Madonna Blumenthal) | ?                       | tempera en goud op paneel | New York, Metropolitan Museum of Art                                           |                                                                                  |
|            | Zogende Madonna (Madonna del Latte) | ?                       | tempera en goud op paneel | Siena, Oratorio van de Compagnia di San Bernardino (Museo diocesano)           | Afkomstig uit de Augustijner hermitage San Salvatore di Lecceto                  |
|            | Kruisbeeld van Montenero d'Orcia | ca. 1320-1335           | tempera en goud op paneel | Santa Lucia in Montenero d'Orcia (gemeente Castel del Piano)                   |                                                                                  |
|            | Kruisbeeld | ?                       | tempera en goud op paneel | privéverzameling (Siena)                                                       |                                                                                  |
|            | De heiligen Catharina van Alexandrië, Johannes de evangelist, Augustus en een donor                                                                                              | ?                       | fresco                    | Siena, Palazzo Pubblico                                                        | Afkomstig uit het Palazzo Pubblico van Siena                                     |

## Verantwoording
- Dit artikel of een eerdere versie ervan is een (gedeeltelijke) vertaling van het artikel Ambrogio Lorenzetti op de Italiaanstalige Wikipedia, dat onder de licentie Creative Commons Naamsvermelding/Gelijk delen valt. Zie de bewerkingsgeschiedenis aldaar.